# Czyrnianka
Czyrnianka – potok, lewobrzeżny dopływ Białej Dunajcowej o długości 6,92 km. Płynie w południowo-wschodniej części Beskidu Niskiego
Źródła Czyrnianki znajdują się na wysokości ok. 680 m n.p.m. na północnych stokach grzbietu Mizarnego. Spływa początkowo w kierunku północnym szeroką doliną, w której położona jest wieś Czyrna. Poniżej najniższych zabudowań tej wsi skręca łagodnym łukiem ku północnemu wschodowi i przebija się dość wąskim przełomem między masywami Chłopskiego Wierchu (na północnym zachodzie) i Banickiej Góry (na południowym wschodzie), po czym na wysokości ok. 460 m n.p.m. uchodzi do Białej.
Nazwa potoku pochodzi od nazwy wsi, przez którą płynie. Dolnym, przełomowym odcinkiem Czyrnianki prowadzi lokalna droga ze Śnietnicy do Czyrnej.